# Burgess Township (Illinois)
Burgess Township est un township du comté de Bond dans l'Illinois, aux États-Unis,. 

## Source de la traduction
- (en) Cet article est partiellement ou en totalité issu de l’article de Wikipédia en anglais intitulé « Burgess Township, Bond County, Illinois » (voir la liste des auteurs).